# 1145 Robelmonte
Az 1145 Robelmonte (ideiglenes jelöléssel 1929 CC) a Naprendszer kisbolygóövében található aszteroida. Eugène Joseph Delporte fedezte fel 1929. február 3-án.